# تيري راينتكه
تيريزا راينتكه (بالألمانية: Theresa Reintke) من مواليد 9 مايو 1987 في مدينة غلزنكيرشن، هي سياسية ألمانية من تحالف 90/الخضر. تشغل مقعداً في البرلمان الأوروبي منذ عام 2014 وهي حالياً رئيس مشارك لكتلة الخضر/التحالف الأوروبي الحر. كانت من عام 2011 حتى عام 2013 المتحدثة باسم اتحاد شباب حزب الخضر الأوروبي.